# オリンピック公園 (北京)

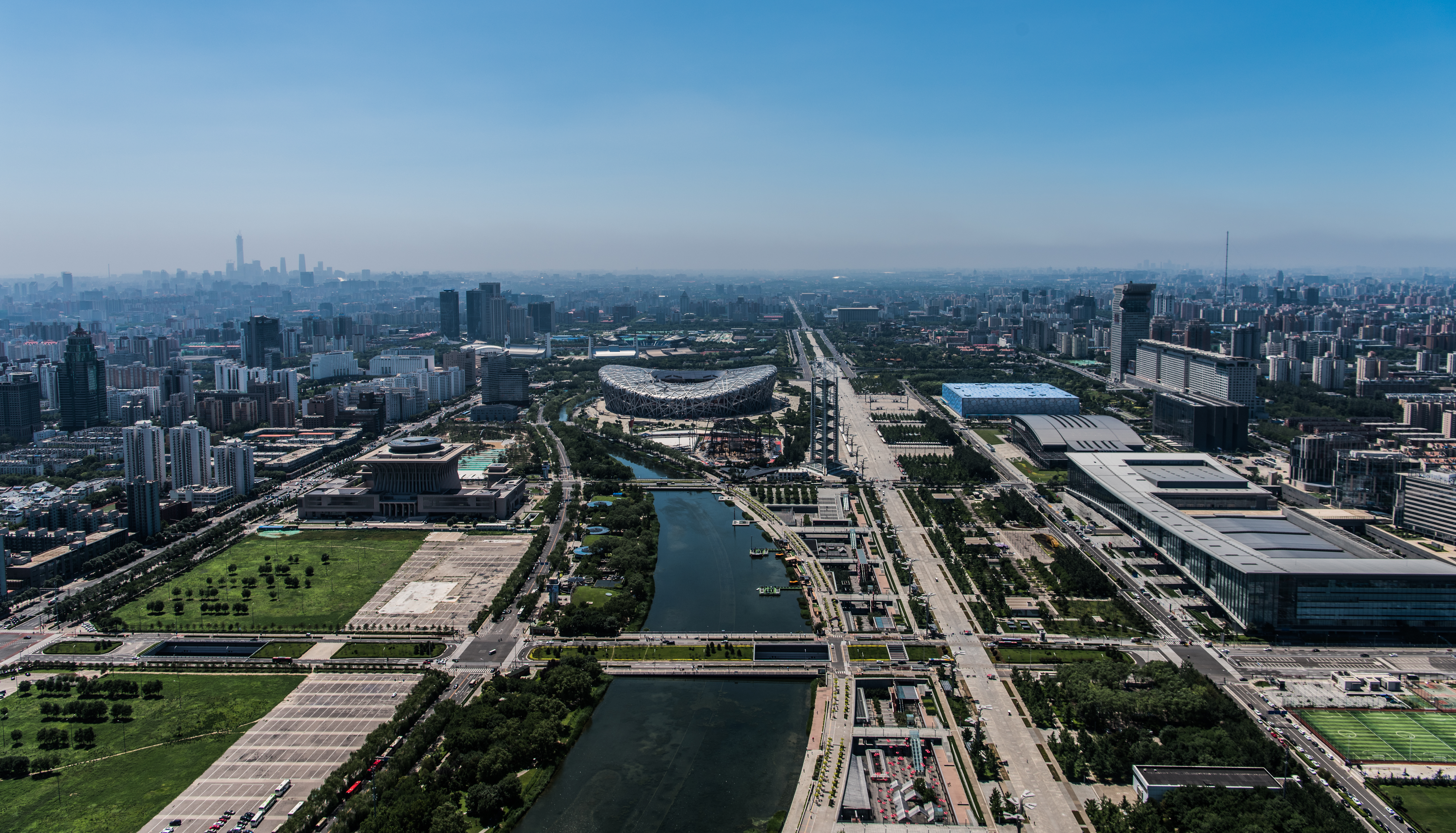
オリンピック公園

オリンピック公園（中: 奥林匹克公园）は、北京市朝陽区に北京オリンピック開催のために整備された総合運動公園。愛称はオリンピック・グリーン。中国の5A級観光地（2012年認定）。

## 概要
オリンピック公園は11.59 km2の総面積を持ち、施設は3つの部分に分かれており、オリンピック森林公園、スポーツ施設、国家オリンピックスポーツセンターに分かれている。1990年に完成した国家オリンピックスポーツセンターは同年開催のアジア大会に向けて建設された。オリンピックスポーツセンタースタジアム、オリンピックスポーツセンター体育館、英東水泳館の3つの施設がある。

## 施設
- 北京国家体育場（鳥巣）
- 北京国家水泳センター（水立方）
- 北京国家体育館
- 北京国家会議センター
- 国家テニスセンター
- 国家速滑館（氷糸帯）
- 北京オリンピックタワー - オリンピックを記念した塔、2014年に完成。